# Medaile za vítězství nad Německem ve Velké vlastenecké válce 1941–1945
Medaile Za vítězství nad Německem ve Velké vlastenecké válce 1941-1945 bylo ocenění zřízené výnosem prezídia Nejvyššího sovětu Sovětského svazu z 9. května 1945. Medaile byla určena pro všechny příslušníky sovětské armády, válečného námořnictva, vojsk ministerstva vnitra a občanské zaměstnance, kteří se bezprostředně zúčastnili bojů na frontách východní fronty nebo zajišťovali vítězství svou prací ve vojenských okruzích. Udělena byla rovněž všem vojákům a občanským zaměstnancům, kteří v době Velké vlastenecké války odešli z armády, válečného námořnictva nebo vojsk ministerstva vnitra pro zranění, nemoc či úraz nebo byli rozhodnutím státních a stranických orgánů převedeni na jinou práci mimo ozbrojené síly. Medaile je zhotovena z mosazi a má tvar kruhu o průměru 32 mm. Do středu lícní strany je vložena busta Josifa Vissarionoviče Stalina v maršálské uniformě. V horní části je nápis НАШЕ ДЕЛО ПРАВОЕ (Naše věc je spravedlivá). V dolní části je azbukou nápis МЫ ПОБЕДИЛИ (My zvítězili). Na rubu v horní části je nápis ЗА ПОБЕДУ НАД ГЕРМАНИЕЙ ve středu pak В ВЕЛИКОЙ ОТЕЧЕСТВЕННОЙ ВОЙНЕ 1941—1945 ГГ. (Za vítězství nad Německem ve Velké vlastenecké válce 1941-1945). Stuha je široká 24 mm, tvořená pruhy černé a oranžové barvy – tzv. Svatojiřská stuha. Cekem bylo uděleno 14 933 000 kusů této medaile. Jedná se o nejvíce udělovanou medaili z období druhé světové války.